# Архитектура Молдовы
Архитектура Молдавии — архитектура Молдавского княжества, позднее Бессарабии, Молдавской АССР, Молдавской ССР, современной Республики Молдова и непризнанной Приднестровской Молдавской Республики. Молдавская архитектура воплотила в себе многовековые традиции молдавского и других народов, населяющих страну, а также тех народов, с которыми Молдавия поддерживала тесные культурные связи.

## История

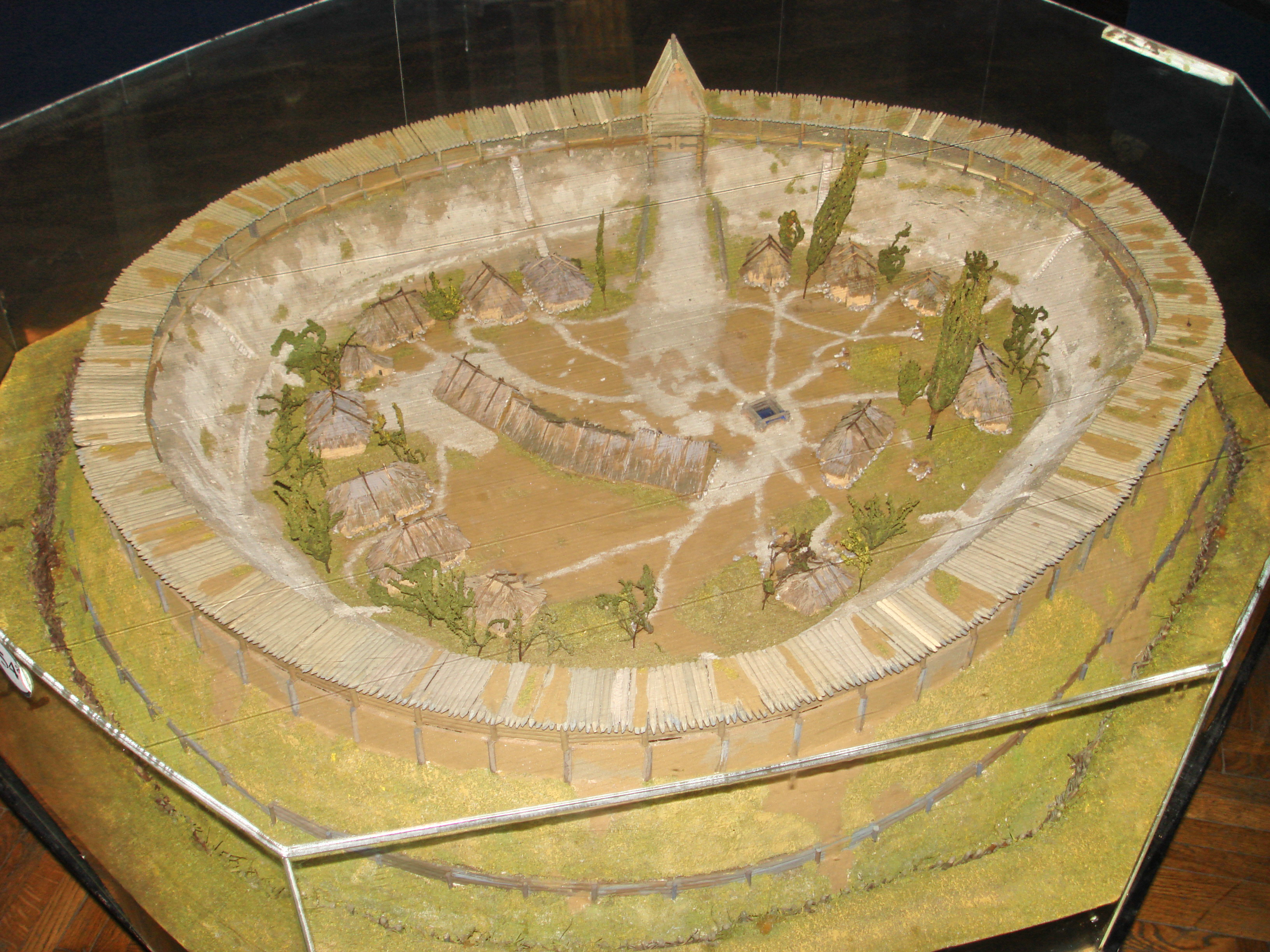
Макет Екимоуцкого городища

### До молдавской государственности
На территории Молдавии были раскопаны поселения трипольской культуры (3 — начало 2-го тыс. до н. э.), памятники культуры фракийцев (с IX века до н. э.), черняховской культуры (II—IV вв. н. э.), славянских племён (с VI века н. э.). Славянские города (с 10—11 вв.) имели деревянно-земляные и каменно-земляные укрепления (Екимоуцкое городище, Алчедар).

### Молдавское княжество

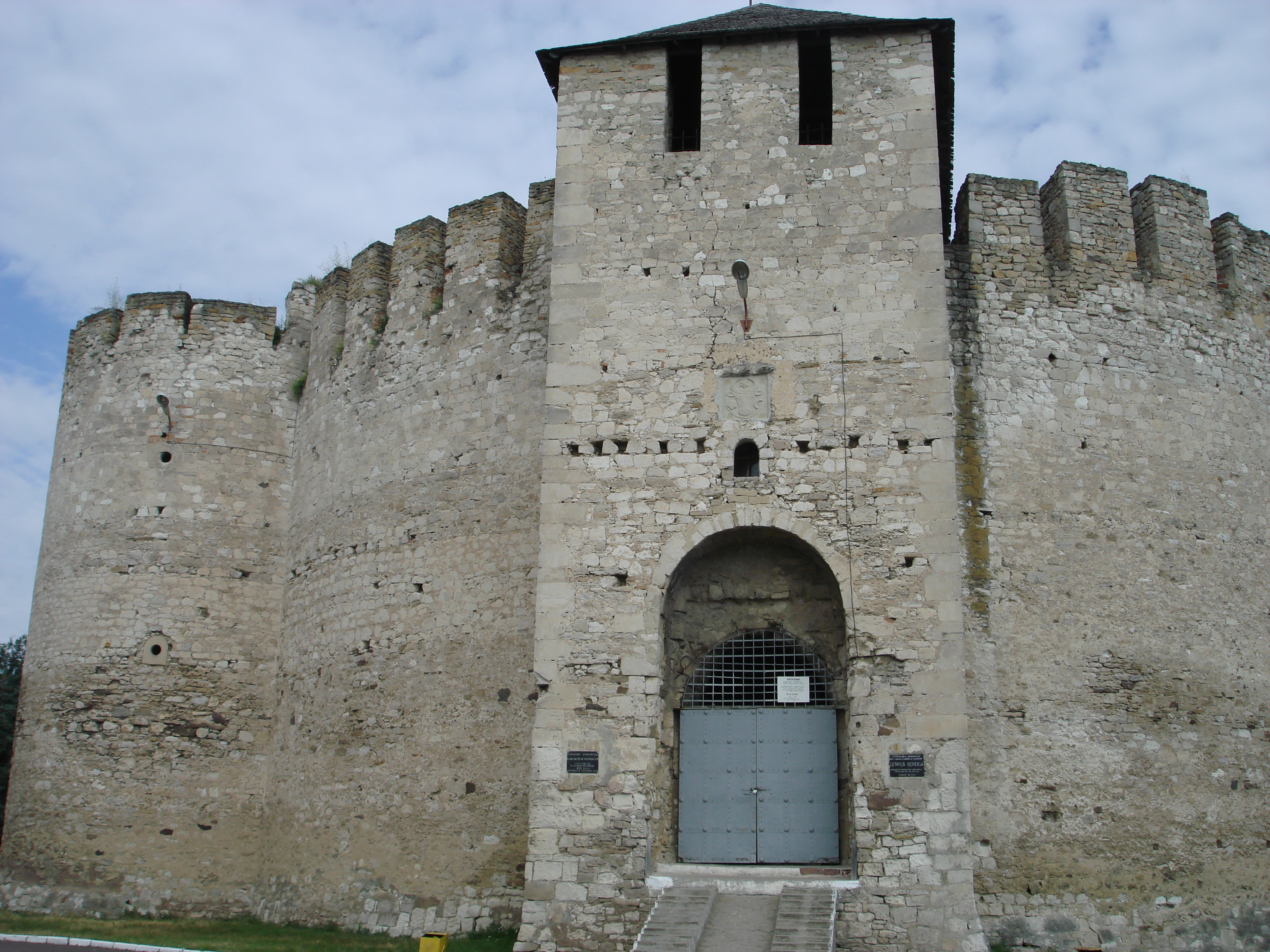
Сорокская крепость

После образования Молдавского княжества в 1359 году архитектура начала интенсивно развиваться. Строились в основном крепости и укреплённые монастыри. Сохранились Белгород-Днестровская, Бендерская, Сорокская и Хотинская и другие крепости. Большой интерес представляет историко-археологический комплекс Старый Орхей, где сохранились следы построек разных периодов. Деревянные церковные сооружения средневековой Молдавии не дошли до наших дней. Сохранившиеся каменные церкви (св. Троицы в Сирете и св. Николая в Рэдэуцах) представляют собой прекрасные образцы молдавской архитектуры, распространённой вплоть до начала XX века.

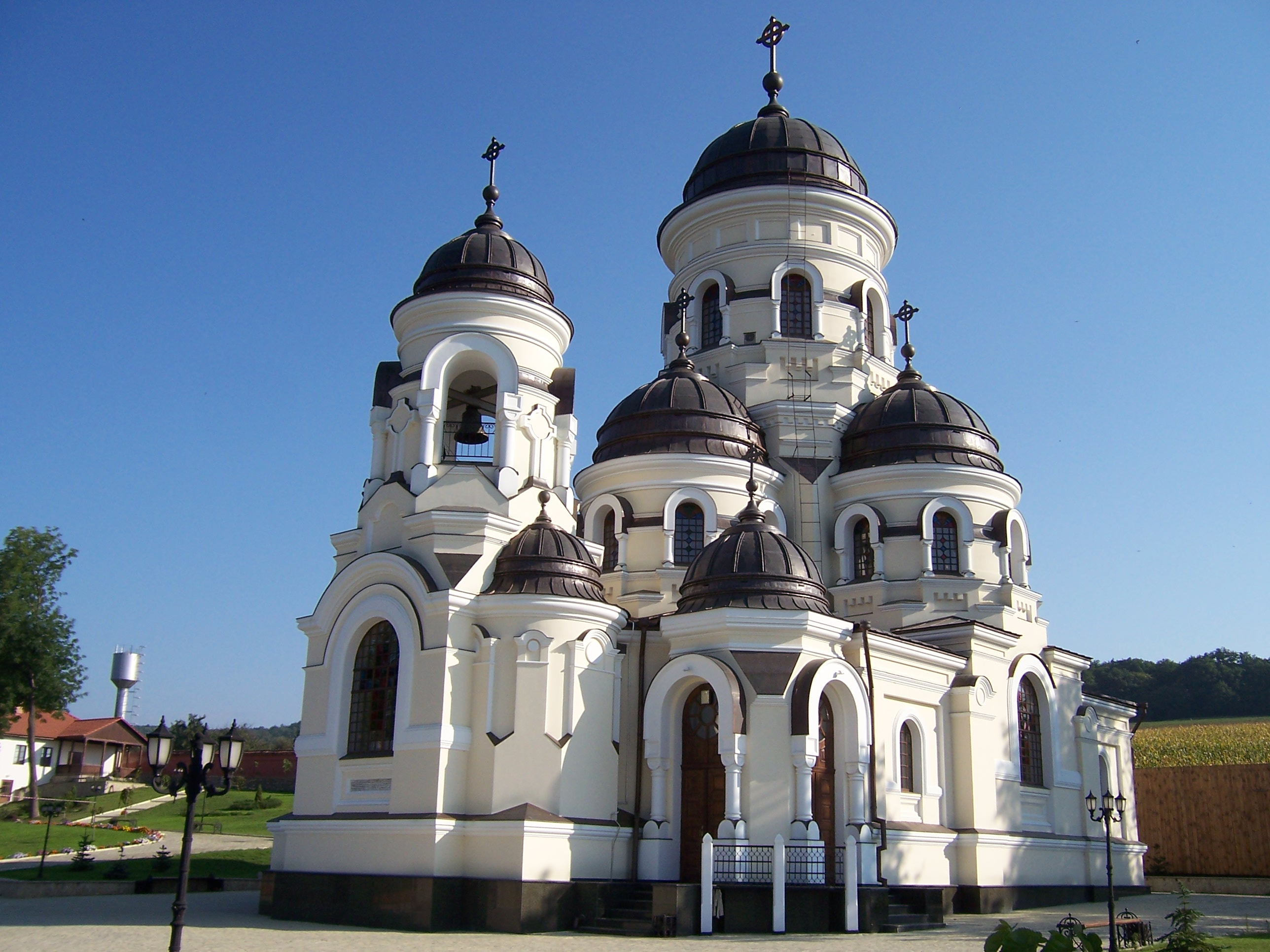
Церковь Каприянского монастыря

При Стефане III Великом развиваются города с крепостью и посадом, они обносятся стенами, деревянно-земляные укрепления заменяются каменными. Строятся церкви и монастыри, отличающиеся строгостью конструкций и оригинальностью убранства. Складывается местный трёхчастный (крестообразный) тип православного однонефного бескупольного храма с притвором, центральной частью и апсидой (Успенская церковь в Кэушене, XVI—XVIII вв.) либо с тремя образующими трилистник апсидами (церковь Успения в Каприянском монастыре, сер. XVI века). Дверные проёмы — стрельчатые. В деталях строений церквей и их декоративном оформлении чувствуется готическое влияние, проникавшее в Молдавию из Трансильвании и Польши. С XV—XVI вв. в церквях устраивались усыпальницы с нишами в стенах. Появляется и самобытная конструкция — «молдавский купол», состоящий из двух ярусов арок, где верхние арки поддерживают барабан под углом 45° по отношению к нижним (церковь Рудьского монастыря 1774). Снаружи храмы украшались плоскими нишками и арочными поясками. Молдавская культовая архитектура отличается и своеобразием внешнего оформления, которое достигалось применением в наружной отделке цветных изразцов и чередованием каменной и кирпичной кладки. С XVI века внешние стены храмов украшались яркими цветными фресками на библейские темы (монастыри Воронец, Молдовица). Церкви того периода венчали высокие остроконечные крыши с большим выносным карнизом. В XVII веке в оформлении храмов начала применяться резьба по камню (церкви монастырей Трёх Святителей в Яссах и Драгомирны), распространившаяся под влиянием русского и армянского зодчества.
Вторая половина XVII — начало XVIII вв. характеризуются подъёмом молдавского зодчества. Тогда были построены Успенская церковь в Каушанах и Дмитриевская церковь в Оргееве. Сохранились и деревянные церкви XVIII—XIX вв. в сёлах Городище, Ворничены, Ротунда и др. Они обычно имеют прямоугольный или 8-гранный крытый шатром сруб. Интересны и старейшие кишинёвские церкви: Мазаракиевская церковь (1752), Церковь Константина и Елены (1777), Армянская (1803), Благовещенская (1807—1810), Харлампиевская (1812) и Георгиевская (1818).

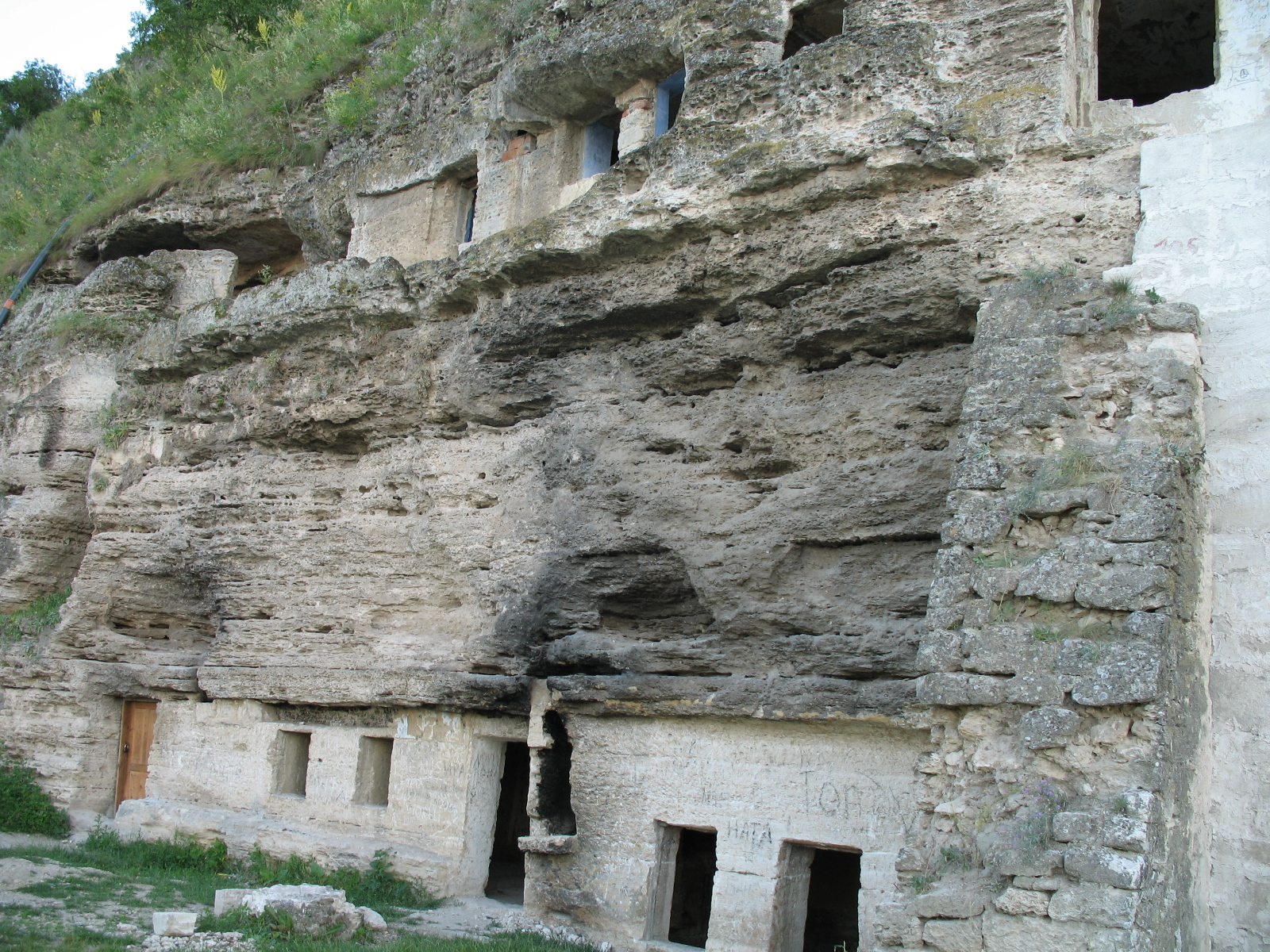
Скальный монастырь возле села Цыпово

На территории современной Молдавии сохранилось около 20 монастырских комплексов, скитов, пещерных церквей: Цыпово, Жабка, Хынку, Каприяна, Гербовец, Курки, Сахарна, Рудь, Табора, Бекировская гора, пещерный монастырь у Бутучен, Кицканский монастырь.
Гражданские здания XIV—XV вв. — дворцы, бани — были деревянными или землебитными, а позже каменными. Встречались постройки из тёсаного камня и кирпича. К концу XVIII века сложился тип городского и сельского дома — большей частью трёхчастного, нередко с выносным крыльцом. В XVIII веке распространился стиль барокко, испытавший значительное влияние русского барокко. В Молдавию также проникали архитектурные формы русского классицизма. На ряде зданий XIX века есть украинские купола.
Зависимость от Османской империи и многочисленные войны не способствовали развитию средневековых молдавских городов.

### Бессарабия в составе России
После присоединения Бессарабии к Российской империи начался интенсивный рост городов. Города застраиваются прямоугольной сеткой улиц, при участии известных архитекторов русского классицизма, например А. И. Мельникова, создаются значительные архитектурные ансамбли в стиле классицизма.
В городах XIX — начала XX вв. преобладали одноэтажные окружённые садами особняки. Среди них выделялись парадные общественные здания и церкви из камня и кирпича (Греческая церковь в Кишинёве, конец XIX века). В сельских усадьбах разбивались парки (Цаульский близ Тырнова, 1902—15), строились церкви (Верхние Кугурешты, Флорештский район, 1912—16).
Благоустройству бессарабских городов особо способствовал выдающийся архитектор Александр Бернардацци. Он был автором проектов наиболее значительных зданий конца XIX века, использовал элементы византийской и готической архитектуры.
Строятся мемориальные сооружения: Арка Победы (1840, архитектор И. Заушкевич), колонна в память битвы при Кагуле (1845, архитектор Ф. К. Боффо), часовня в память о походе русской армии, освободившей Болгарию от османского ига (1882).

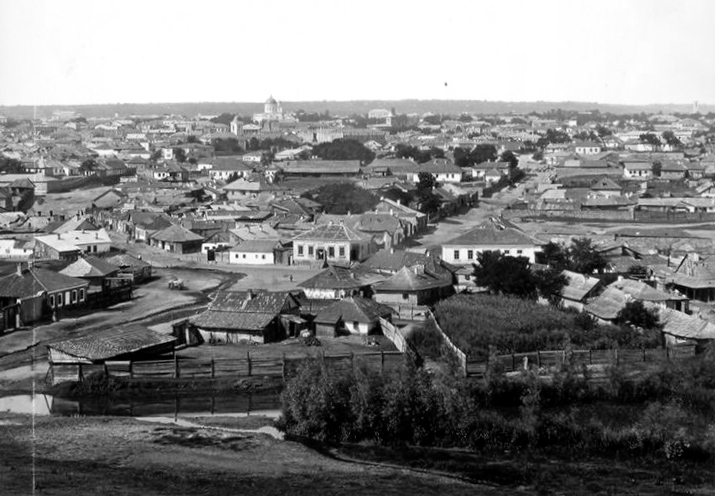
Кишинёв в 1889 году

Во времена Бессарабской губернии во многих городах было возведено большое количество административных зданий, были построены железные дороги, к началу XX века началось строительство заводов и фабрик.

### Бессарабия в составе Румынии
В 1920—30-е гг. города застраивались небольшими особняками из кирпича и известняка. Возводились главным образом особняки в стиле «модерн». Крупномасштабного строительства не было. На румынский период пришлась деятельность знаменитого скульптора А. М. Плэмэдялэ, создавшего памятник молдавскому господарю Стефану III Великому (бронза, 1927).

### Молдавская АССР
Для архитектуры Молдавской АССР характерны активная застройка городов, строительство многоквартирных жилых домов, общественных зданий и промышленных сооружений, сдержанное применение классических форм. Архитектура того периода испытала некоторое влияние конструктивизма.
В 1936 году в Тирасполе закончилось строительство архитектурного ансамбля театральной площади, ставшего центром планировки города. Были построены здания Молдавского музыкально-драматического театра (архитектор Г. М. Готгельф), Молдавской высшей коммунистической сельскохозяйственной школы (архитектор Д. П. Коваленко), педагогического института (архитектор М. Е. Петров).

### Молдавская ССР
Сразу после образования МССР в 1940 году был разработан план строительных работ в городах Молдавии, однако его осуществление было прервано Великой Отечественной войной, во время которой было разрушено большинство промышленных предприятий, административных и общественных зданий, значительно пострадал жилой фонд.
После войны в Молдавии, наряду с государственным, были проведены большие объёмы индивидуального строительства, которое регламентировалось так, чтобы этот вид застройки не занял центральные зоны городов и не стал препятствием для их роста. Но уже к 1960-м годам в крупных городах, по мере развития государственного строительства, индивидуальное было ограничено или запрещено.
В начале послевоенного периода были разработаны генеральные планы городов Бельцы, Бендеры, Кагул, Кишинёв, Оргеев, Рыбница, Сороки, Тирасполь, над которыми работали архитекторы В. А. Войцеховский, Р. Е. Курц, В. П. Меднек, П. Н. Рагулин, В. Е. Калушина, В. Ф. Смирнов, А. В. Щусев, инженер-планировщик И. М. Бубис. Первые архитектурные решения носили реставрационный и реконструктивный характер. Строительство велось в условиях слабой технической оснащённости строительных организаций и небольшого разнообразия строительных материалов. Часто использовался местный строительный камень-ракушечник — котелец, придавший определённый колорит молдавским городам. Однако этот камень без укрепления конструкций железобетоном не отвечал антисейсмическим требованиям, что привело к применению несложных архитектурных композиций. Бурный рост населения, вызвавший необходимость крупномасштабного строительства, дал толчок и работам по поиску методов удешевления жилищного строительства путём унификации деталей, типизации планировочных решений и т. п. Благодаря типовым проектам жилых домов, детских садов, школ ускоряется процесс возведения зданий, сокращаются трудовые затраты, снижается стоимость строительства.
В 1953—64 гг. разрабатываются проекты детальной планировки городов с учётом экономических, транспортных и других требований, осуществляется переход к сооружению микрорайонов и крупных кварталов, определяются функциональные зоны для жилых кварталов, промышленных предприятий и мест отдыха. С начала 1960-х годов градостроительство ведётся на свободных территориях (Ботаника, Боюканы, Рышкановка — в Кишинёве, Пэмынтены и Октябрьский — в Бельцах, Колкотовая балка — в Тирасполе). Возводятся 4-5-этажные дома. К 1970-м годам резервы этих территорий были исчерпаны, и началось возведение 9-, 12-, 24-этажных зданий по индивидуальным проектам, освоение центральных зон городов.

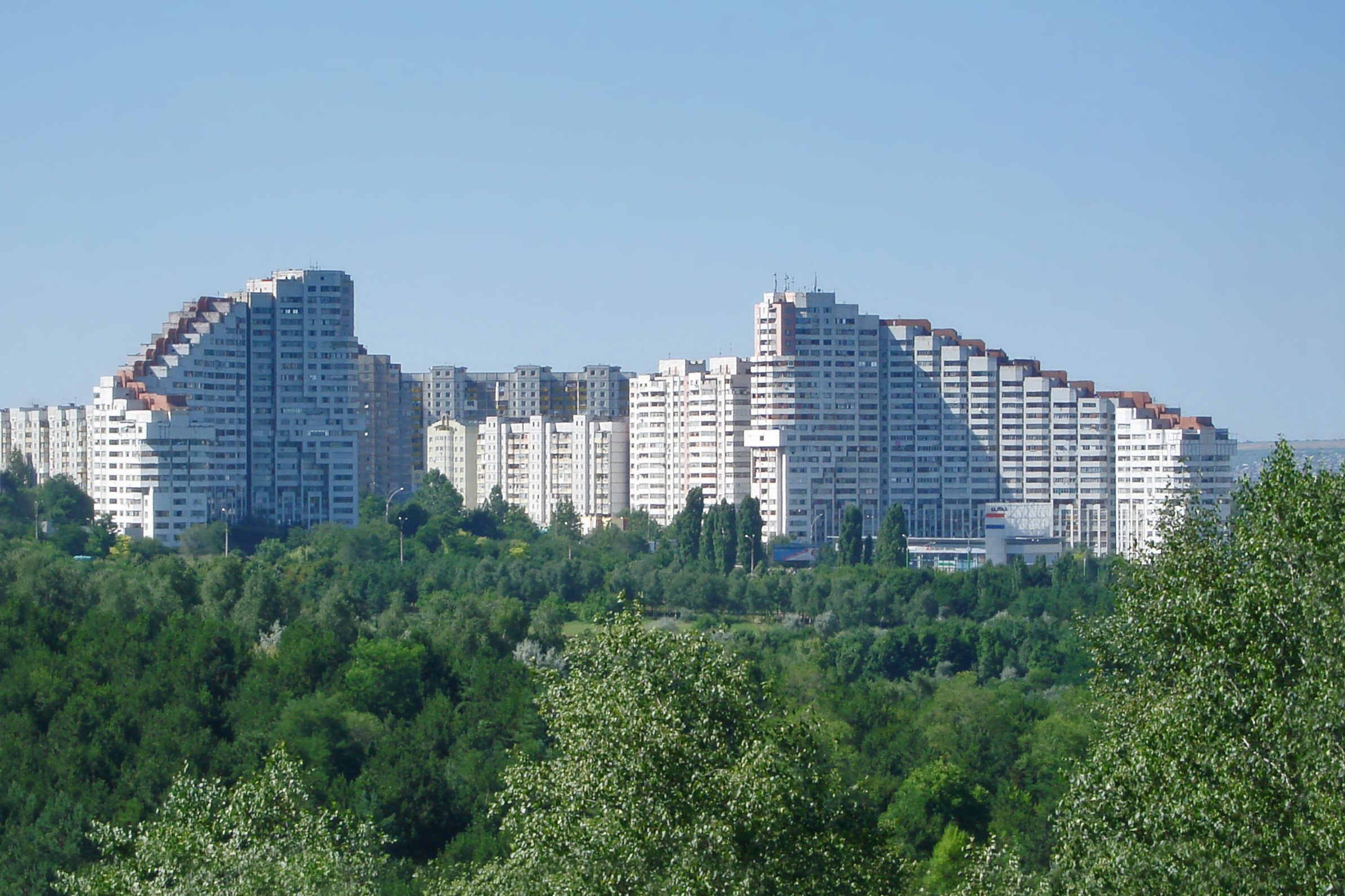
«Ворота города» в Кишинёве

В 1970-е годы начал устраняться главный недостаток сооружений прошлых лет — однообразие. Появляются многоэтажные здания, сооружаемые методом сборки каркасов и монолитных конструкций, применяются блок-секции для создания домов различной конфигурации, устраняется монотонность жилых кварталов. Большое внимание уделяется озеленению городов, создаются парки культуры и отдыха, скверы, зелёные насаждения. Строятся крупные административные и общественные здания, в том числе: Дом правительства Молдавской ССР (1964 г., архитектор С. Д. Фридлин); Дворец «Октомбрие» (Национальный дворец), (1978 г., архитектор С. Д. Фридлин); ЦК КПМ (Парламент РМ), (1974 г., архитектор А. Черданцев); Кишиневский горком паритии (1977 г., архитектор Г. Соломинов); Молдавский государственный театр оперы и балета (1980 г., архитекторы Н. Куренной, А. Горшков; скульпторы В. Новиков, Н. Сажина, Б. Дубровин, Г. Дубровина); Зал «Дружбы» (Дворец Республики), (1984 г., архитектор Н. Загорецкий), Дом Советов в Бендерах (архитектор А. Н. Черданцев), автовокзал в Бельцах (архитектор И. А. Загорецкий). Возводятся здания многих промышленных предприятий, устанавливаются и многочисленные памятники.

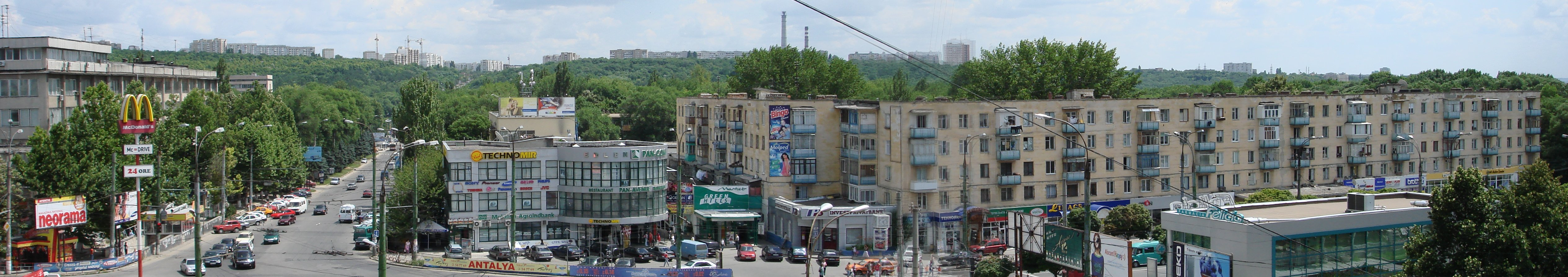
Рышкановка

Немалое внимание уделяется и застройке молдавских сёл. Был создан специализированный проектный институт, разработавший генеральные планы реконструкции многих населённых пунктов. В сёлах и посёлках городского типа возводятся административные и общественные здания, образовательные учреждения.

## Современная архитектура

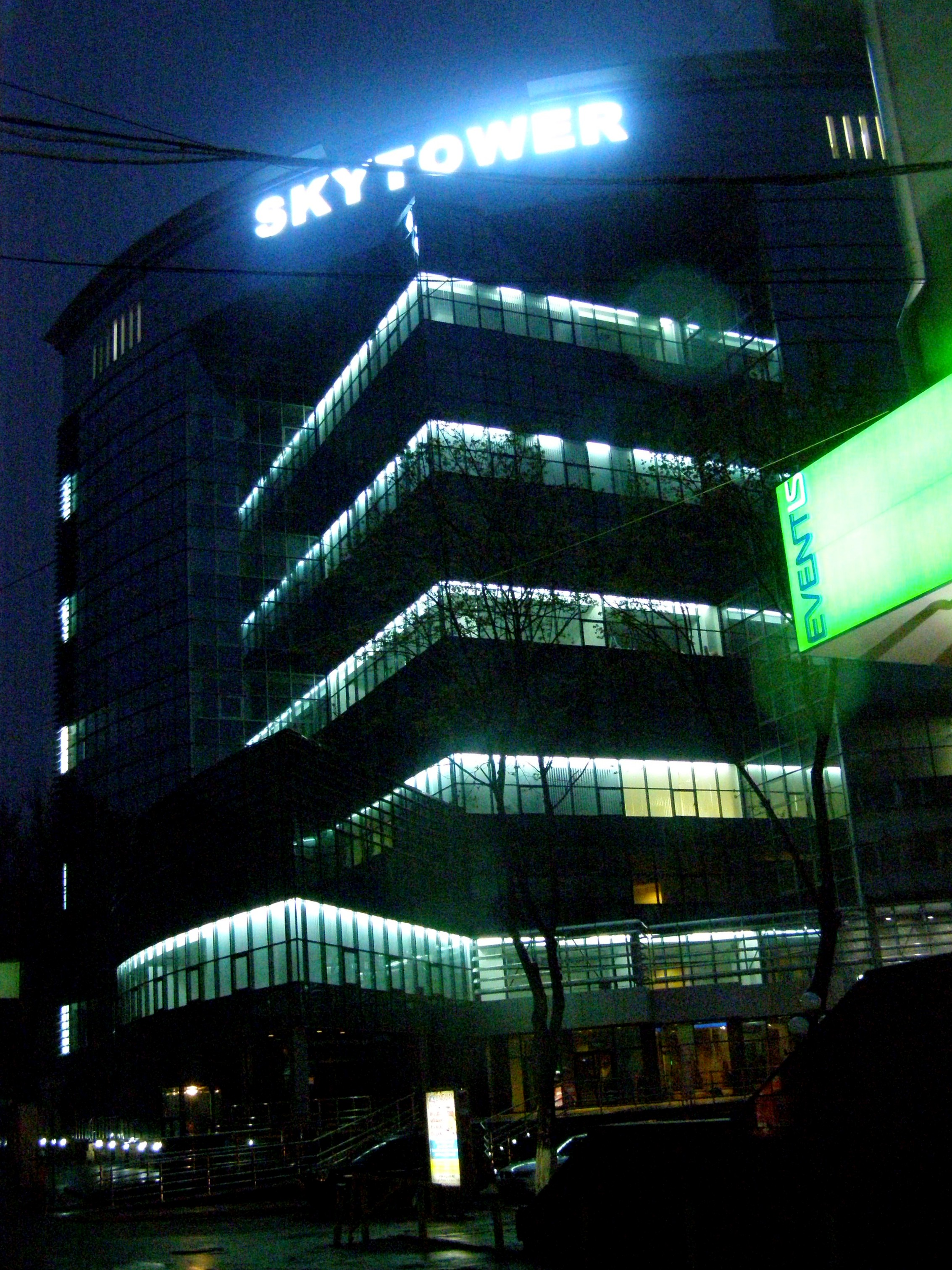
Деловой центр в Кишинёве

После обретения Молдавией независимости, строительство практически полностью приостановилось. Однако со временем начинают восстанавливаться церкви, храмы и монастыри, строиться элитные дома с дорогостоящими квартирами и фешенебельные особняки. Возводятся новые торговые центры (Fidesco), автозаправки, стадионы («Шериф»), расширяются улицы, реставрируются памятники и мемориальные комплексы (Памятники Кишинёва).